# لوراند اوتووش
بارون واشاروش‌نامنیی لوراند آگوشتون اوتووش (مجاری: Vásárosnaményi báró Eötvös Loránd Ágoston؛ زادهٔ ۲۷ ژوئیه ۱۸۴۸ – درگذشتهٔ ۸ آوریل ۱۹۱۹) فیزیکدان مجار بود. او امروزه به خاطر کارهایش در زمینهٔ کشش سطحی و گرانش شناخته می‌شود. دانشگاه اوتووش لوراند، مسابقهٔ ریاضیات اوتووش لوراند و دهانه اوتووش در ماه به نام وی نامگذاری شده‌اند.

## زندگی
اوتووش در سال ۱۸۴۸، سال انقلاب مجارستان دیده به جهان گشود. او فرزند یوژف اوتووش است که شاعری به‌نام، نویسنده، سیاستمدار و در آن زمان وزیر کابینه بود. وی امروزه به خاطر کارهای تجربی‌اش در زمینه گرانش و به ویژه مطالعهٔ هم‌ارزی جرم گرانشی و جرم لختی (اصل ضعیف هم‌ارزی) و همچنین مطالعهٔ گرادیان گرانشی در سطح زمین، شناخته می‌شود. اصل ضعیف هم‌ارزی نقش برجسته‌ای در نظریه نسبیت دارد و آلبرت اینشتین در مقاله سال ۱۹۱۶ خود، «بنیان نظریه نسبیت عام»، به آزمایش اوتووش ارجاع داده‌است. اندازه‌گیری گرادیان گرانشی نیز در ژئوفیزیک کاربردی اهمیت دارد. در دستگاه واحدهای سانتیمتر-گرم-ثانیه واحد گرادیان گرانشی به افتخار وی «اوتووش» نامگذاری شده‌است.
اوتووش از سال ۱۸۸۶ تا پایان زندگی‌اش، در دانشگاه بوداپست به تدریس و تحقیق مشغول بود و این دانشگاه در سال ۱۹۵۰ به افتخار وی به دانشگاه اوتووش لوراند تغییر نام داد.

## یادداشت
1. ↑  با تلفظ فارسی لُراند اُتوُش. در متون انگلیسی بیشتر با نام بارون رولاند فن اوتووش شناخته می‌شود.

## برای مطالعهٔ بیشتر
- Antall, J. (1971), "[The Pest School of Medicine and the health policy of the Centralists. On the centennary of the death of József Eötvös]", Orvosi hetilap (published 9 May 1971), vol. 112, no. 19, pp. 1083–9, PMID 4932574